# VCard
vCard è un formato di file per i biglietti da visita elettronici. I vCard possono essere allegati a messaggi email, ma possono essere scambiati anche in altri modi, generalmente su internet o tra due o più dispositivi mobili tramite bluetooth, sms o mms. Possono contenere informazioni come nome, cognome, indirizzo, numeri di telefono, email, url, compleanno, immagini e perfino clip audio. I vCard sono un tipico esempio di biglietto elettronico.

## Storia
La vCard o Versitcard fu proposta originariamente nel 1995 dal consorzio Versit, che era composto da Apple, AT&T Technologies (in seguito Lucent), IBM e Siemens. Nel dicembre 1996, il possesso del formato fu passato all'Internet Mail Consortium, una associazione commerciale di compagnie con un interesse nell'email.

## Esempio di file vCard
```
BEGIN:VCARD
VERSION:2.1
N:Cognome;Nome;Titolo
FN:Nome Cognome
NICKNAME:Soprannome
TEL;HOME;VOICE:+39000000000
TEL;CELL;VOICE:+39000000000
TEL;HOME;FAX:+39000000000
ADR;HOME:;;Via Nome Via, 123;Città;Provincia;CAP;Italia
LABEL;HOME;ENCODING=QUOTED-PRINTABLE:Via Nome Via, 123=0D=0ACittà, Provincia CAP=0D=0AItalia
URL;HOME:http://www.esempio.it
EMAIL;PREF;INTERNET:nome.cognome@esempio.it
REV:20250322T120000Z
END:VCARD

```